# Portugália Airlines
Portugália Airlines – portugalska regionalna linia lotnicza z siedzibą w Lizbonie. Należy do linii lotniczych TAP Portugal. Głównym hubem był port lotniczy w Lizbonie.
Obsługiwała regularne połączenia międzynarodowe i krajowe z Lizbony i Porto, a także realizowała usługi czarterowe na terenie Europy, od 2007 roku wyłącznie w ramach kodów lotniczych TAP.

## Historia

### Pierwsze lata
Linia lotnicza została założona 25 lipca 1988 jako spółka akcyjna, ale musiała czekać dwa lata, zanim mogła rozpocząć świadczenie usług, ze względu na opóźnienia w liberalizacji przepisów transportu lotniczego. Oficjalnie rozpoczęła działalność 7 lipca 1990 uruchamiając loty na trasie z Lizbony do Porto i Faro. Linia rozpoczęła działalność w rejsach czarterowych krajowych i międzynarodowych, jednak regularne loty międzynarodowe musiały zaczekać, gdyż nie zostały dopuszczone na mocy ustawodawstwa portugalskiego. Międzynarodowe regularne loty rozpoczęto w czerwcu 1992 z Lizbony i Porto.
Pierwszymi statkami powietrznymi firmy były Fokker 100, a od końca lat 90. linia weszła w posiadanie Embraer 145, stając się głównym konkurentem państwowego przewoźnika TAP Portugal. Portugália koncentrowała swoją działalność na trasach krajowych, a także na trasach do Hiszpanii, Francji, Włoch, Niemiec i Maroka.

### Przyłączenie do grupy TAP Portugal
W listopadzie 2006 Portugália ogłosiła, że TAP Portugal nabyło 99,81% jej akcji, z zastrzeżeniem zatwierdzenia przez organy regulacyjne. Liczyła wtedy 750 pracowników (z marca 2007). Portugália w 2008  chętna była dołączyć do sojuszu SkyTeam, jednak w związku z przynależnością TAP Portugal do konkurencyjnego Star Alliance, nie zostało to zrealizowane.
W marcu 2014 linie ogłosiły, że zamierzają zakupić dwa ATR 42-600 dla spółki zależnej PGA Express, która działała głównie na trasach hiszpańskich.
W 2016 Portugália Airlines, w celu integracji i lepszej identyfikacji z marką TAP, przeszła rebranding zmieniając nazwę na TAP Express.
W 2022 w ramach restrukturyzacji w grupie TAP Portugal, w celu ograniczenia kosztów narosłych w czasie pandemii COVID-19, TAP Express zostało całkowicie wchłonięte przez TAP, kończąc tym samym swoją działalność.

## Incydenty i wypadki
W dniu 11 sierpnia 2001 roku Fokker 100 podniósł podwozie podczas kołowania na lotnisku w Lizbonie. Nikt nie został ranny.